# Långnäs, Hofors kommun
Långnäs är en ort i Torsåkers distrikt (Torsåkers socken) i Hofors kommun belägen norr om sjön Stor-Gösken. SCB har sedan 1990 för bebyggelsen i orten och dess grannby Nyäng avgränsat och namnsatt småorten  Långnäs och Tjärnäs, där Tjärnäs är en by någon kilometer öster om denna småort.
I Långnäs låg anrikningsverket till Nyängs och Vingesbackes gruvor. Mellan Långnäs och Råbacka finns det en gammal järnmalmsgruva, Stillagruvan med Stollgången, en stoll som är öppen för turister varje sommar. 
I Långnäs ligger även en golfbana, år 2005 utsedd till en av Sveriges 10 vackraste golfbanor av tidningen Svensk Golf. Banan är belägen längs sjön Stor-Gösken och arrenderas av Hofors Golfklubb.

## Befolkningsutveckling
| Befolkningsutvecklingen i Långnäs 1960–2015                                                                 | Befolkningsutvecklingen i Långnäs 1960–2015 | Befolkningsutvecklingen i Långnäs 1960–2015 | Befolkningsutvecklingen i Långnäs 1960–2015 | Befolkningsutvecklingen i Långnäs 1960–2015 |
| --- | ------------------------------------------- | ------------------------------------------- | ------------------------------------------- | ------------------------------------------- |
| |                                             |                                             |                                             |                                             |
| År |                                             |                                             | Folkmängd                                   | Areal (ha)                                  |
| 1960 | 1960                                        |                                             | 199                                         | ¤                                           |
| 1990 | 1990                                        |                                             | 98                                          | 17#                                         |
| 1995 | 1995                                        |                                             | 96                                          | 22#                                         |
| 2000 | 2000                                        |                                             | 97                                          | 22#                                         |
| 2005 | 2005                                        |                                             | 97                                          | 22#                                         |
| 2010 | 2010                                        |                                             | 94                                          | 22#                                         |
| 2015 | 2015                                        |                                             | 94                                          | 34#                                         |
| Anm.: Som småort heter orten Långnäs och Tjärnäs ¤ Som tätortsbebyggelse med 150-199 invånare # Som småort. |                                             |                                             |                                             |                                             |